# Pajęczynowiec owłosiony
Pajęczynowiec owłosiony (Botryobasidium pilosellum J. Erikss.) – gatunek grzybów z typu podstawczaków (Basidiomycota).

## Systematyka i nazewnictwo
Pozycja w klasyfikacji według Index Fungorum: Botryobasidium, Botryobasidiaceae, Cantharellales, Incertae sedis, Agaricomycetes, Agaricomycotina, Basidiomycota, Fungi.
Po raz pierwszy opisał go w 1958 r. John Eriksson na Ukrainie i nadana przez niego nazwa naukowa jest aktualna. Polską nazwę zaproponował Władysław Wojewoda w 2003 r.

## Występowanie i siedlisko
W Polsce W. Wojewoda w 2003 r. przytoczył jedno stanowisko na Pogórzu Śląskim.
Nadrzewny grzyb saprotroficzny. W Polscenotowany na drewnie buka i jodły.